# Rhäzüns
Rhäzüns ([rɛˈtsyns], rätoromanisch Razén [ʁɐˈtsen]ⓘ) ist eine politische Gemeinde und ein Dorf im Schweizer Kanton Graubünden. Rhäzüns gehört zur Region Imboden.

## Geographie
Rhäzüns liegt am Unterlauf des Hinterrheins vor dessen Zusammenfluss mit dem Vorderrhein.

## Geschichte

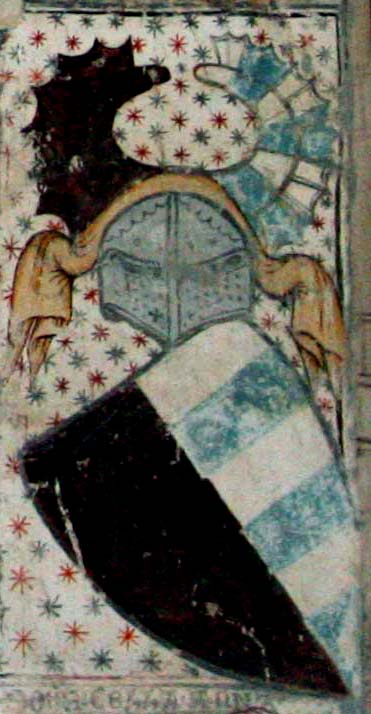
Wappen der Herren von Rhäzüns, Fresko aus Sogn Gieri

Luftbild aus 500 m von Walter Mittelholzer von 1928

Rhäzüns wird 840 als Raezunne erstmals urkundlich erwähnt. Mit Bonaduz bildete Rhäzüns ursprünglich eine Pfarrei mit der St.-Georg-Kirche als Pfarrkirche. Von 1529 bis 1667 erfolgte schrittweise die Trennung der beiden Gemeinden und ihre Weiden, Alpen und Wälder wurden ausgeschieden. Im Hoch- und Spätmittelalter Teil der Herrschaft der Freiherren von Rhäzüns bildete Rhäzüns 1424 seit der Gründung des Oberen oder Grauen Bundes mit den Gemeinden Bonaduz, Domat/Ems und Felsberg ein Gericht. Mit der gleichnamigen Herrschaft Rhäzüns kam die Gemeinde nach 1497 im Tausch mit der Herrschaft Haigerloch von den Zollern an Habsburg, blieb aber Teil der Drei Bünde. Der neue Herrscher Maximilian I. und seine Nachfolger vergaben die Herrschaft zuerst als Pfandbesitz an verschiedene einheimische Familien wie die Marmels, die Planta, die Stampa oder die Travers. Ab dem Jahr 1696 wurde die Herrschaft direkt von den Habsburgern verwaltet. Nach dem Wiener Kongress kam Rhäzüns 1819 endgültig zum Kanton Graubünden.
Rhäzüns blieb zur Reformationszeit beim katholischen Glauben. Die Kirche S. Gieri/St. Georg dürfte die alte Pfarrkirche von Rhäzüns und Bonaduz gewesen sein. Der älteste Bau wird archäologisch in das 6./7. Jahrhundert datiert. Im zweiten Viertel des 14. Jahrhunderts wurde der Chor neu gebaut, hernach die Kirche in zwei Etappen vollständig ausgemalt; als Auftraggeber sind die Freiherren von Rhäzüns anzusehen. Von einer ersten Hand stammen die Dekoration des Chors, der Ostwand mit der Georgslegende sowie der Drachenkampf und das Stifterbild an der nördlichen Langseite. Von einer anderen Hand sind der Rest der Nordwand, die West- und Südwand mit Szenen aus dem Alten und Neuen Testament sowie mit Heiligengeschichten bemalt. Die 1701 geweihte Barockkirche Nossadunna (St. Mariä Geburt) löste erst 1777 St. Paul als Pfarrkirche ab. Sie wurde 1702 mit Beiträgen des Herrn von Rhäzüns, des deutschen Kaisers Leopold I., errichtet. 
Das Dorf lag früher an einer wichtigen Weggabelung und Durchgangsstrasse Richtung Süden nach Reichenau. Um die Wende zum 20. Jahrhundert zerstörten mehrere Brände das ursprüngliche Dorfbild. Seit 1850 wird das Wasser der bekannten Mineralquelle genutzt. 2000 waren 67 Prozent der erwerbstätigen Rhäzünser Pendler, vor allem nach Chur, Bonaduz und Domat/Ems (Ems-Chemie AG).

## Wappen
| Wappen von Rhäzüns | Blasonierung: «Gespalten von Rot und Blau, in Blau zwei silberne (weisse) Balken» |
| Wappen von Rhäzüns | Übernahme des Wappens der Freiherren von Rhäzüns                                  |

## Bevölkerung
| Bevölkerungsentwicklung | Bevölkerungsentwicklung | Bevölkerungsentwicklung | Bevölkerungsentwicklung | Bevölkerungsentwicklung | Bevölkerungsentwicklung | Bevölkerungsentwicklung | Bevölkerungsentwicklung | Bevölkerungsentwicklung | Bevölkerungsentwicklung | Bevölkerungsentwicklung | Bevölkerungsentwicklung | Bevölkerungsentwicklung |
| ----------------------- | ----------------------- | ----------------------- | ----------------------- | ----------------------- | ----------------------- | ----------------------- | ----------------------- | ----------------------- | ----------------------- | ----------------------- | ----------------------- | ----------------------- |
| Jahr                    | 1850                    | 1900                    | 1950                    | 1980                    | 1990                    | 2000                    | 2005                    | 2010                    | 2012                    | 2014                    | 2019                    | 2022                    |
| Einwohner               | 508                     | 495                     | 774                     | 958                     | 1018                    | 1201                    | 1220                    | 1300                    | 1344                    | 1371                    | 1557                    | 1638                    |

### Sprachen
Ursprünglich sprachen die Bewohner eine bündnerromanische Mundart. Obwohl dies eine mittelbündnerische Mundart war, wurde traditionell in allen Gemeinden des Bezirks Imboden das Surselvische als Schriftsprache gebraucht. In dieser Eigenschaft ähnelten sie den Gemeinden Bergün und Filisur, wo ebenfalls mittelbündnerische Mundarten in Gebrauch waren bzw. sind, als Schriftsprache aber das Oberengadinische (dort, historisch gesehen, hauptsächlich aus konfessionellen Gründen) in Gebrauch war.
Trotz ständigem Anwachsen des Deutschen blieb Romanisch bis 1970 die Mehrheitssprache. Doch sank der Anteil von 1880 96 % über 1910 82 % und 1941 76 % auf 1970 52 % (oder 466 Personen). In den 1970er-Jahren erfolgte der Sprachwechsel hin zum Deutschen, das ständig dominanter wird. Dies belegt auch folgende Tabelle (die Werte für 1990 sind nicht genau):
| Sprachen in Rhäzüns |                   |                   |                   |                   |                   |                   |
| Sprachen            | Volkszählung 1980 | Volkszählung 1980 | Volkszählung 1990 | Volkszählung 1990 | Volkszählung 2000 | Volkszählung 2000 |
| Sprachen            | Anzahl            | Anteil            | Anzahl            | Anteil            | Anzahl            | Anteil            |
| Deutsch             | 486               | 50,73 %           | ca. 615           | ca. 60 %          | 953               | 79,35 %           |
| Rätoromanisch       | 369               | 38,52 %           | ca. 313           | ca. 31 %          | 121               | 10,07 %           |
| Italienisch         | 82                | 8,56 %            | ca. 40            | ca. 4 %           | 40                | 3,33 %            |
| Andere              | 21                | 2,19 %            | ca. 50            | ca. 5 %           | 87                | 7,24 %            |
| Einwohner           | 958               | 100 %             | 1018              | 100 %             | 1201              | 100 %             |

Obwohl noch 23,5 % der Einwohnerschaft Romanisch verstehen, ist Deutsch heute einzige Behördensprache. Die Italienischsprachigen sind keine Italienischbündner, sondern Einwanderer aus Italien.

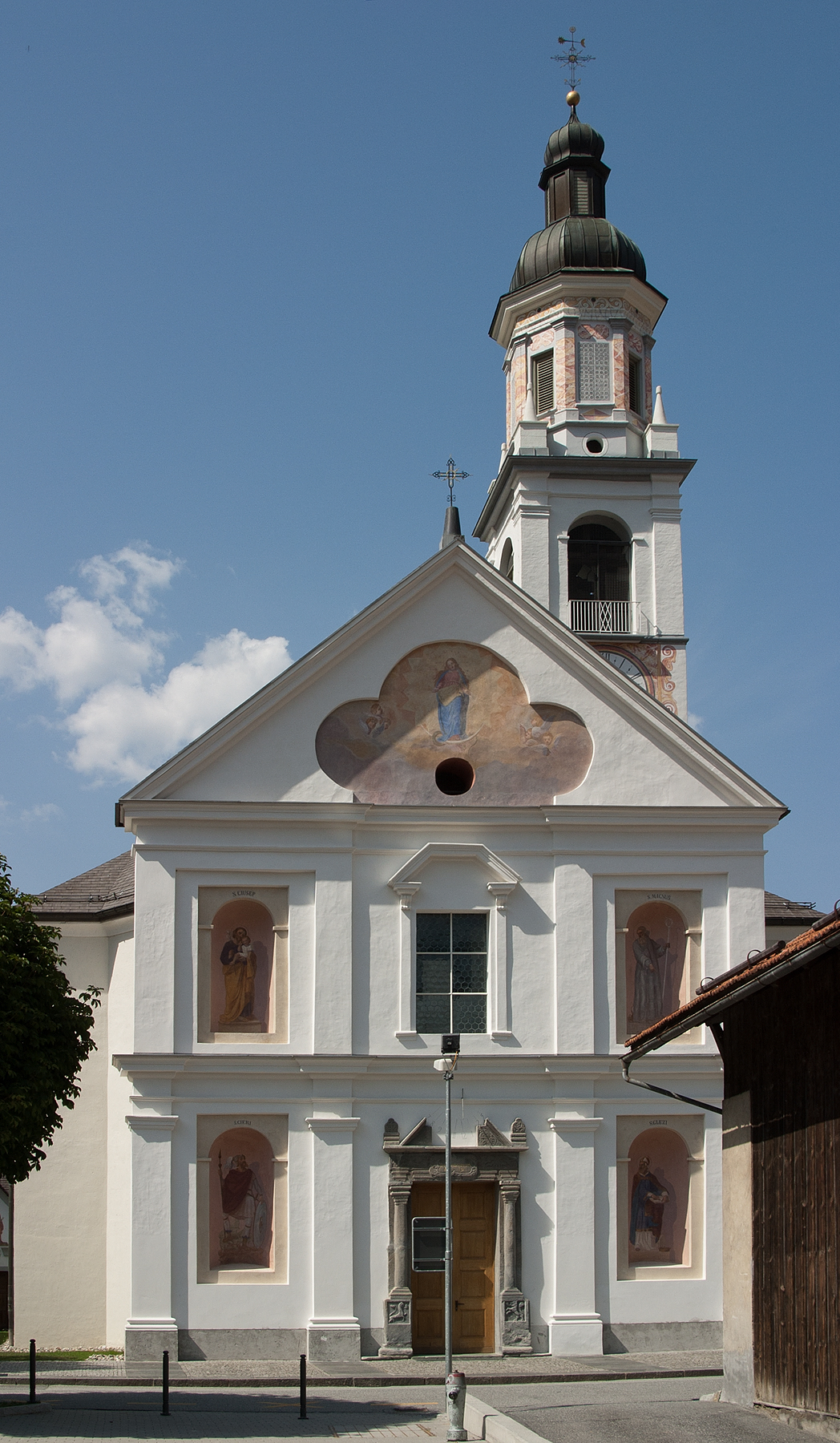
Katholische Pfarrkirche Nossadunna (Mariä Geburt)

### Herkunft und Nationalität

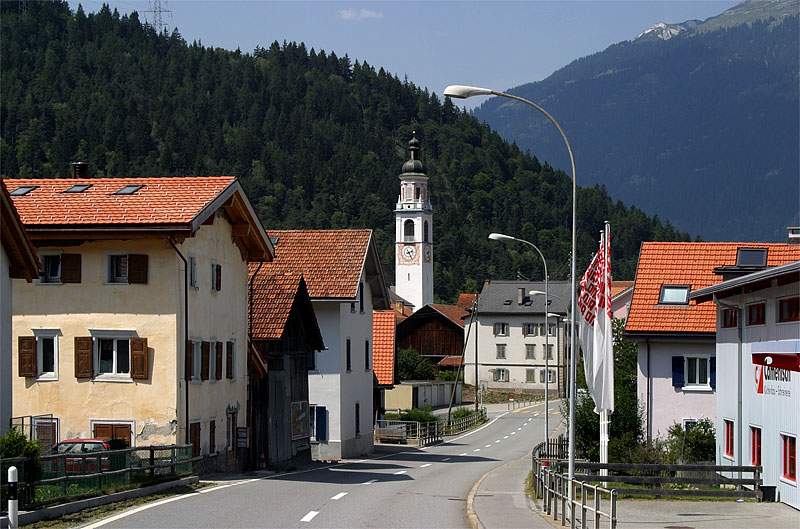
Dorfeinfahrt

Von den Ende 2022 1638 Bewohnern waren 1287 (= 79 %) Schweizer Staatsangehörige.

## Verkehr
Rhäzüns ist durch eine Postautolinie, den Stadtbus Chur und eine Station der Bahnstrecke Landquart–Thusis der Rhätischen Bahn an den öffentlichen Verkehr angebunden. Eine Luftseilbahn führt über den Rhein nach Feldis/Veulden.

## Wirtschaft
Bekannt ist der Ort vor allem durch sein Mineralwasser Rhäzünser. Der Werbespruch «Rhäzünser isch gsünser» war jahrelang in der Fernsehwerbung und auf den Lastwagen der Mineralwasserfirma zu lesen.

## Sehenswürdigkeiten

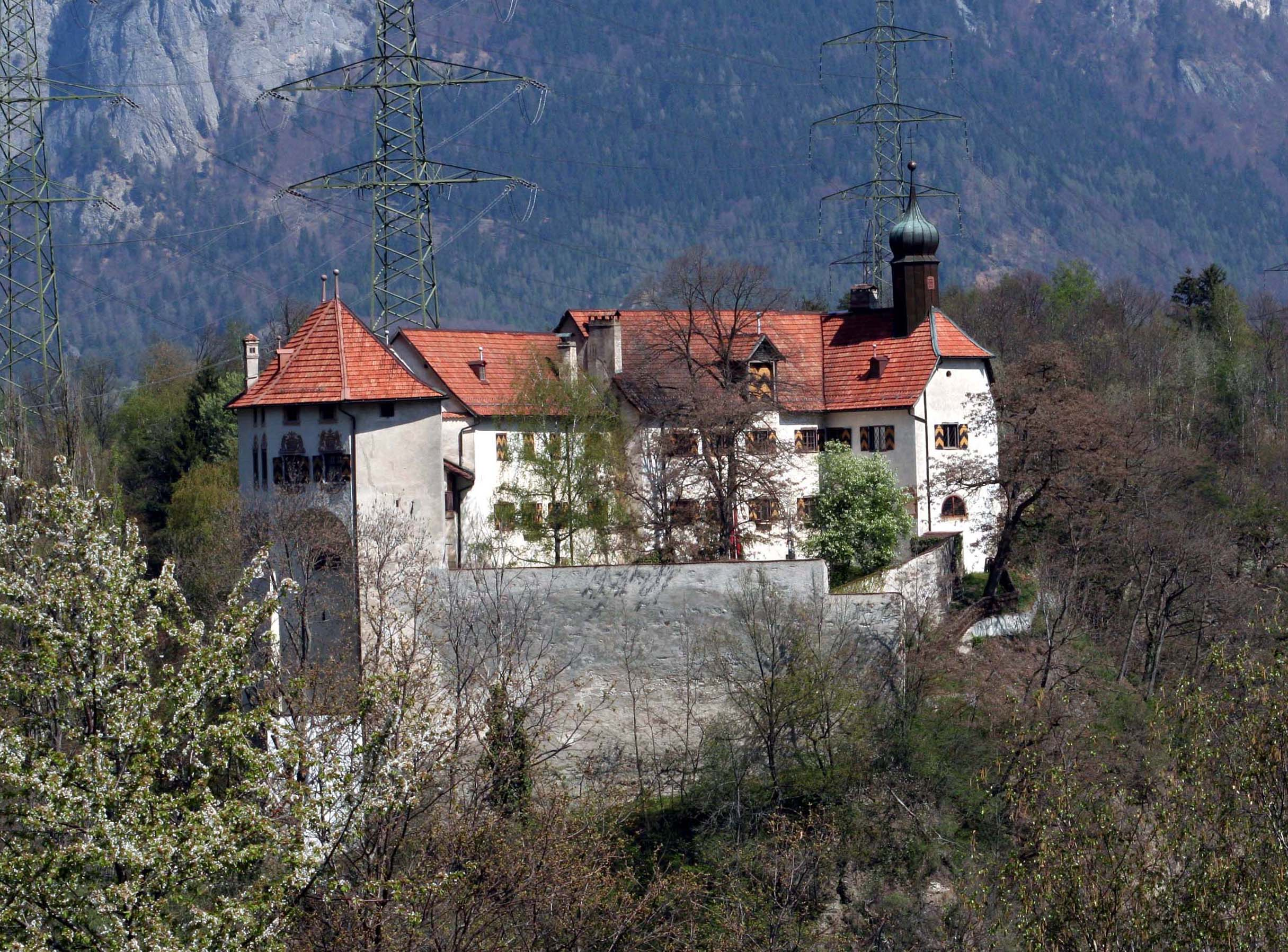
Schloss Rhäzüns, Südseite

- Kirche Sogn Gieri (St. Georg): bereits 960 erwähnt; romanische Kirche mit gotischem Chor; vollständige Ausmalung aus dem 14. Jahrhundert u. a. durch den Waltensburger Meister.
- Ehemalige Pfarr- und heutige Friedhofskirche Sogn Paul
- Pfarrkirche Nossadunna (Mariä Geburt): erbaut 1697, barock.[7][8]
- Schloss Rhäzüns: im Mittelalter Stammburg der mächtigen Freiherren von Rhäzüns. Schloss Rhäzüns ist im Besitz der Ems-Chemie und dient Christoph Blocher als Zweitdomizil. Als Alternative zur heutigen privaten Nutzung gab es auch Ideen, die Anlage der Öffentlichkeit zugänglich zu machen.[9]

## Persönlichkeiten
- Ludwig Vieli (1808–1867), Jurist und Politiker
- Christian Rathgeb (* 1970), Politiker (FDP), Ehrenbürger der Bürgergemeinde Rhäzüns